# Anii 280 î.Hr.
Secole: Secolul al IV-lea î.Hr. - Secolul al III-lea î.Hr. - Secolul al II-lea î.Hr.
Decenii: Anii 330 î.Hr. Anii 320 î.Hr. Anii 310 î.Hr. Anii 300 î.Hr. Anii 290 î.Hr. - Anii 280 î.Hr. - Anii 270 î.Hr. Anii 260 î.Hr. Anii 250 î.Hr. Anii 240 î.Hr. Anii 230 î.Hr.
Anii: 290 î.Hr. | 289 î.Hr. | 288 î.Hr. | 287 î.Hr. | 286 î.Hr. | 285 î.Hr. | 284 î.Hr. | 283 î.Hr. | 282 î.Hr. | 281 î.Hr. | 280 î.Hr.
Evenimente